# مجلة بلو للسياحة
مجلة بلو (الرقم الدولي الموحد للدوريات 1093-7560) هي عبارة عن مجلة سفر ومغامرة وكانت تتم نشرها ستة مرات بالسنة، إذ تم تأسيسها في عام 1997 م من قبل إيمي سشرير (Amy Schrier) وبالتعاون مع دايفيد كارسون (David Carson) كمستشار الأصلي للتصميم.
كانت تركز المجلة على السفر والمغامرة عالمياً  وقد وصفت المجلة نفسها بأنها «مذكرة لأجل المسافر الجديد».
تم نشرها في نيويورك من عام 1997 م لعام 2003 م. إذ وصفتها مجلة نيويورك تايمز بأنها "ليست كمجلة ناشينال جيوجرافيك التي يملكها والدك" ".
كما وُصف «جدول الأعمال الإجتماعي» الخاص بالمجلة بأنها جزء لا يتجزء من هوية المجلة من قبل منظمة كريستشن ساينس مونيتور.

## التاريخ
أسست إيمي سشرير بلو سنة 1997م عندما كان عمرها 28 سنة. كانت إيمي ناشرة ورئيسة التحرير للمجلة من 1997م لعام 2003م.

## جوائز
أضيف غلاف الإصدار الأول إلى قائمة أفضل 40 غلاف على مدار الأربعين سنة من قبل الجمعية الأمريكية لمحررين المجلات. تم تسليم الصورة التي استخدمت لمجلة بيتش كالتشر سابقاً. تم إدراج عمل المصور غاري فابيانو التي كان حول قصة عن مخيمات اللاجئيين في كوسوفو  في العدد الخاص لافضل صور العام لمجلة لايف لعام 1999م، وكان أيضاً مرشحاً لجائزة ألفريد اينشتاين لتصوير المجلات في فئة الاخبار لعام 2000م.
منحت مجلة فوليو المركز الاول ل (بلو) في فئة أفضل تحرير للسفر في عام 2001م، والمركز الثاني في فئة أفضل مجلة تصميماً في عام 2002م.

## وصلات خارجية
- Official website